# Schefferville
Schefferville je město v severní části kanadské provincie Québec. Nachází se nedaleko hranici s Labradorem. V roce 2011 zde žilo 213 obyvatel. Město není s dalšími částmi Kanady propojeno silnicí, ale nachází se zde letiště a vede sem rovněž železnice. Město bylo založeno v roce 1954 společností Iron Ore Company of Canada za účelem těžby ložisek železné rudy v oblasti. V roce 1976 se zde konaly Arktické zimní hry.